# Epimecis marcida
Epimecis marcida là một loài bướm đêm trong họ Geometridae.